# Desire (U2)
Desire è un brano musicale del gruppo rock irlandese U2, estratto come singolo dall'album Rattle and Hum. Si tratta del primo singolo del gruppo a raggiungere la vetta della classifica inglese. Il singolo è inoltre arrivato alla terza posizione della Billboard Hot 100 negli Stati Uniti, ed alla prima sia nella Mainstream che nella Modern Rock Tracks. Il testo parla, essenzialmente, della dipendenza dall'eroina.

## Tracce
Testi e musiche di Bono, The Edge, Adam Clayton, Larry Mullen.
1. Desire – 2:59
2. Hallelujah (Here She Comes) – 4:12

## Formazione
- Bono - voce, armonica a bocca
- The Edge - chitarra, cori
- Adam Clayton - basso
- Larry Mullen - batteria, percussioni

## Classifiche
| Classifica                   | Posizione |
| ---------------------------- | --------- |
| Australia                    | 1         |
| UK                           | 1         |
| US Billboard Hot 100         | 3         |
| US Modern Rock Tracks        | 1         |
| US Mainstream Rock Tracks    | 1         |
| US Hot Dance Music/Club Play | 37        |